# Snežna oluja (slika Vilijama Tarnera)
Snežna oluja, ili Snežna oluja: Hanibal i njegova armija prelaze preko Alpa je slika urađena tehnikom ulja na platnu koju je naslikao Vilijam Tarner. Prvi put je izložena 1812. godine na izložbi Kraljevske Akademije. Prate je stihovi Tarnerove nezavršene epske poeme "Zablude nade." Držala ju je Nacionalna Galerija od 1856, odakle je prebačena u Tejt Galeriju, gde se sada nalazi. Mera slike je 146 x 237.5 centimetara.

## Kompozicija
Slika prikazuje muku Hanibalove vojske tokom prelaska preko Alpa, i suprotstavljanje prirode i lokalnih plemena. Najveći deo slika zauzima kovitlajući crni olujni oblak koji preti da se spusti na vojnike u dolini, sa narandžasto-žutim suncem koje pokušava da se probije kroz oblake. Bela lavina se obrušava niz planinu sa leve strane. Hanibal lično nije prikazan jasno, ali je moguće da jaše slona u daljini. Ogromna životinja je sada patuljasta u odnosu na oluju i pejzaž Italije. U prvom planu, pleme se bori sa zadnjim delom Hanibalove vojske. Nejednaka kompozicija bez geometrijskih osa i perspektive lomi tradicionalna pravila kompozicije. Tarner je insistirao da slika treba da se okači nisko na zid izložbe kako bi se gledala iz pravog ugla. Ova slika je prva u Tarnerovim radovima na kojoj se pojavljuje kovitlajući ovalni vihor vetra, kiše i oblaka, gde se uočava dinamička kompozicija svetlosti i tame koja će se pojavljivati u njegovim kasnijim delima.

## Kritika
Publika i kritika je jako cenila silovitost mećave i snagu dramatične kompozicije. Primećuje se jasna veza sa ratom koji se vodio između Francuske i Engleske, kao i sličnosti između Hanibala i Napoleona. Slika predstavlja radikalnu promenu u kojoj Tarner aktivira direktni efekat ove slike na individualca ne bi li uticao na posmatračevo razumevanje događaja.

## Literatura
- Bockemühl, Michael,. "The world of light and colour", Taschen, Köln. 2010.  978-3-8365-1370-8.
- Krepaldi, Gabrijel,. (2012). "Geniji umetnosti". ISBN 978-86-7712-355-0.. Knjiga Komerc, Beograd.